# Pirkko
Pirkko ist ein weiblicher Vorname.

## Herkunft und Bedeutung
Der Name Pirkko ist die finnische Kurzform des keltischen Namens Brigitte. Er steht somit für „Die Göttliche“, „Die Erhabene“.

## Bekannte Namensträgerinnen
- Pirkko Hämäläinen (Diplomatin) (* 1961), finnische Diplomatin
- Pirkko Lahti, Geschäftsführende Direktorin der Finnish Association for Mental Health („Finnische Vereinigung für psychische Gesundheit“) und Präsidentin der World Federation for Mental Health („Weltverband für psychische Gesundheit“)
- Pirkko Anikki Työläjärvi, 1975–76 Zweite Ministerin für Gesundheit und Soziales
- Pirkko Määttä (* 1959), ehemalige finnische Skilangläuferin
- Pirkko Mannola (* 1938), finnische Schauspielerin
- Pirkko Mattila (* 1964), finnische Politikerin
- Pirkko Saisio (* 1949), finnische Autorin und Schauspielerin.
- Pirkko-Liisa Ala-Jääski, Botschaftsrätin für Presse und Kultur, Botschaft von Finnland, Berlin

## Varianten
- Pikka - Lappländischer Vorname